# Бетті Фернесс
Елізабет Мері Фернесс (англ. Elizabeth Mary Furness, 3 січня 1916, Нью-Йорк — 2 квітня 1994, Нью-Йорк) — американська актрорка, спеціальна помічниця президента США у справах споживачів у 1967—1969 роках.

## Біографія
Народилася на Манхеттені у родиній підприємця. Після школи працювала фотомоделлю, а 1932 року підписала контракт із кіностудією «RKO». Дебютувала роллю в картині «Тринадцять жінок», проте сцени за її участю не потрапили до остаточного монтажу фільму. Протягом 1930-х років Фернесс з'явилася в десятках фільмів, серед яких «Зла жінка» (1934), «Чудова одержимість» (1935) та «Час свінгу» (1936). Наприкінці 1940-х акторка почала працювати на телебаченні, де з'явилася в ряді серіалів і рекламних роликів, найбільше запам'яталася її участь в рекламній компанії побутової техніки від Westinghouse Electric.
У 1967 року на запрошення президента Ліндона Джонсона стала його помічницею у справах споживачів, обіймаючи цю посаду до закінчення президентського терміну Джонсона 1969 року. У наступні роки продовжувала свою діяльність у різних організаціях захисту прав споживачів.
Від першого чоловіка, композитора Джонні Гріна, народила дитину. З другим, диктором радіо Бадом Ернстом, одружувалася двічі — перші стосунки розлученням, другі — його самогубством. В останньому шлюбі з 1967 року прожила решту життя.
У 1990 року у Фернесс діагностували рак шлунка, і за чотири роки вона померла у Нью-Йорку у віці 78 років. Її внесок у кіно та телебачення відзначений двома зірками на Голлівудській алеї слави.

## Фільмографія
- 1933 — Політ до Ріо / Flying Down to Rio
- 1934 — Зла жінка / A Wicked Woman — Янсі
- 1936 — Містер Попелюшка / Mister Cinderella
- 1936 — Час свінгу / Swing Time